# Sushil Ramgoolam
Sushil Ramjoorawon, Người phụ nữ đáng kính Ramgoolam (2 tháng 10 năm 1922 - 5 tháng 1 năm 1984; thường được gọi là Lady Sushil Ramgoolam) là vợ của Ngài Seewoosagur Ramgoolam, cha của quốc gia, lãnh đạo Đảng Lao động từ năm 1959 đến 1982 - Thủ tướng của Mauritius (1968-1982) và cựu Toàn quyền của Mauritius (1983-1985). Bà là Đệ nhất phu nhân của Mauritius trong khi chồng bà là văn phòng của Toàn quyền và Thủ tướng của Mauritius từ năm 1968 đến 1982. Con trai của bà Navin Ramgoolam cũng đã từng là Thủ tướng của Mauritius (1995-2000, 2005-2014).

## Cuộc sống cá nhân
Sushil Ramgoolam là con gái lớn của Thacoordial và Anjanee Ramjoorawon. bà có năm chị em và hai anh trai. Năm 1939, ở tuổi 17, bà kết hôn với Ngài Seewoosagur Ramgoolam. Họ có một cô con gái, Sunita (nay là Bà. Joypaul) và một con trai, Navin (chandra), người đã được bầu làm Thủ tướng của Mauritius ba lần. Bà đã kết hôn với Sir Seewoosagur Ramgoolam trong 46 năm. Vào ngày 5 tháng 1 năm 1984, ngay sau lễ kỷ niệm năm mới, Lady Sushil qua đời ở tuổi 61 tại Nhà nước, Le Réduit và được cử hành tang lễ tại bang.

## Đài kỷ niệm
Để tưởng nhớ Lady Sushil Ramgoolam, nhiều nơi bàng cộng khác nhau như một trường đại học ở Triolet, một khu phức hợp phúc lợi xã hội ở Bel Air Rivière Sèche, một trung tâm giải trí ở Pointe Aux Piment và một Medi-Clinic ở Flacq mang tên Lady Sushil Ramgoolam, trong số đó khác.